# Elizabeth Ness MacBean Ross

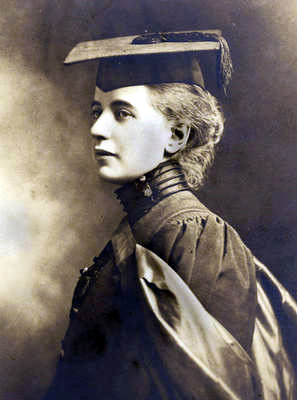
Elizabeth Ross, 1901

Elizabeth Ross (* 14. Februar 1878 in London, England; † 14. Februar 1915 in Kragujevac, Serbien) war eine schottische Ärztin, die in Persien bei dem Volk der Bachtiaren arbeitete. Sie arbeitete als erste Ärztin auf einem Linienschiff nach Japan.

## Leben und Werk
Ross war eines von fünf Kindern der schottischen Eltern Elizabeth Wilson Ross und Donald Alexander MacBean Ross (1849–1893).  Als ihr Vater starb, zog sie mit ihrer Mutter zu deren Familie in Tain und besuchte dort die Tain Royal Academy. 1896 studierte sie Medizin am Queen Margaret College in Glasgow, wo sie ihr Studium 1901 mit einem Bachelor of Medicine, Bachelor of Surgery (MB ChB) abschloss.

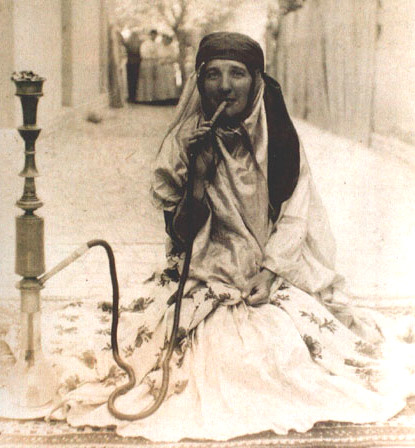
Elizabeth Ross in Bachtiaren-Kleidung, um 1909

Danach arbeitete sie in Tain (Schottland) und dann als medizinische Offizierin auf der schottischen Insel Colonsay. Anschließend praktizierte sie 18 Monate in einer Praxis in East Ham in London. 1908 nahm sie eine Stelle in der Provinz Isfahan als Assistentin eines armenischen Arztes in der Stadt Isfahan an. 1913 arbeitete sie als Schiffsärztin und besuchte ihre Schwester in Madras an der Ostküste Indiens, bevor sie als Schiffsärztin auf einem Frachtschiff arbeitete, das von Madras nach London fuhr. 1914 legte sie in Großbritannien die Prüfung zum Diplom in Tropenmedizin ab. Nach ihrer Rückkehr nach Persien traf sie Saad al Dowleh, den Premierminister von Persien, und begann auf seinen Vorschlag hin mit den Bachtiaren im Zāgros-Gebirge zusammenzuarbeiten, wobei sie lange Zeit keinen Kontakt zu anderen Europäern hatte. Sie  übernahm deren Bräuche und Kleidung und wurde zum Ehrenhäuptling der Bachtiaren ernannt. Sie schrieb ein Buch über ihre Erfahrungen A Lady Doctor in Bakhtiari Land, das posthum von ihrem Bruder James als Herausgeber veröffentlicht wurde. 
Bei Ausbruch des Ersten Weltkriegs las sie von dem Bedarf an Ärzten in Serbien. Die erste Phase des österreichisch-ungarischen Feldzugs gegen Serbien hatte zu schweren Verlusten der serbischen Armee und einer Typhusepidemie bei dem Militär und der Zivilbevölkerung geführt. Die Epidemie erreichte im März 1915 ihren Höhepunkt, als Schätzungen zufolge etwa 150.000 Menschen betroffen waren, von denen etwa 30.000 starben. 
Im Januar 1915 meldete sich Ross freiwillig, um in der am stärksten von der Epidemie betroffenen Stadt Kragujevac zu arbeiten. Damals war die durch Läuse übertragene Krankheit noch nicht vollständig verstanden, wohl aber die Notwendigkeit von Sauberkeit, Desinfektion und Isolierung der Opfer. Dies erwies sich zu dieser Zeit im Militärkrankenhaus als unmöglich und die Sterblichkeitsrate an Typhus in Kragujevac war besonders hoch. Ross arbeitete freiwillig bei den Fieberpatienten und bekam nach ihrer ersten Woche, in der sie Patienten betreute, selbst das Fieber.

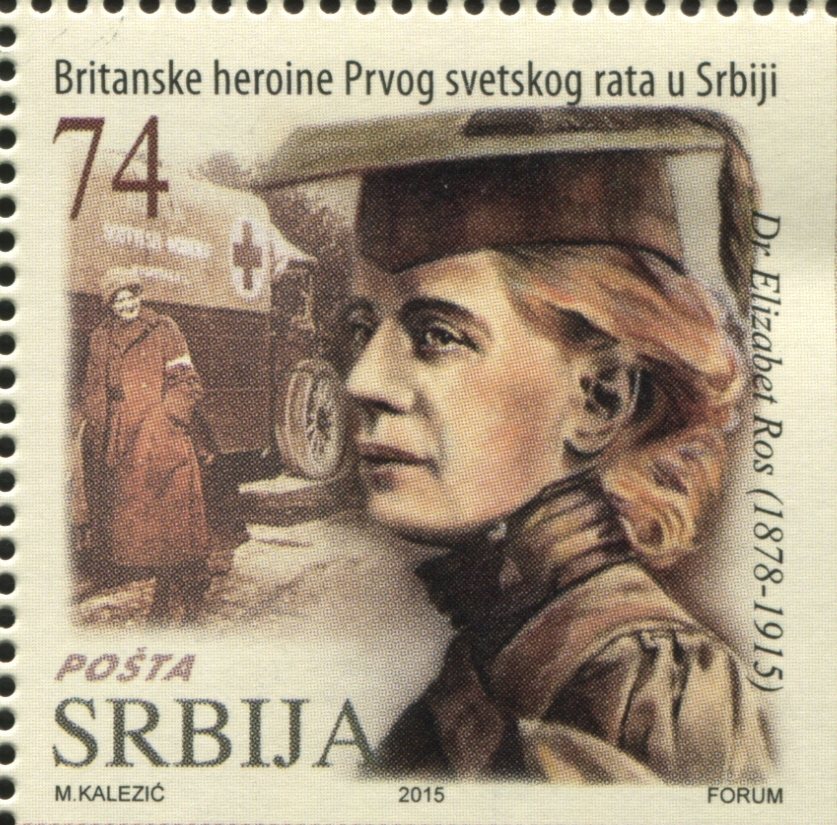
Serbische Briefmarke von 2015 mit der Darstellung von Elizabeth Ross

Ross starb an ihrem 37. Geburtstag drei Wochen nach ihrer Ankunft in Kragujevac an Typhus und ist auf dem Friedhof in Kragujevac begraben. Insgesamt kamen während des Ersten Weltkriegs in Serbien 22 britische Frauen durch Typhus ums Leben, als sie versuchten, verwundeten Soldaten zu helfen.

## Auszeichnungen und Ehrungen
- Fellow der Royal Society of Tropical Medicine[4]
- In der Kirche St. Duthac in Tain erinnert eine Gedenktafel an sie.[5][6][7]
- 2015 war Ross eine von sechs britischen Frauen, die auf einer Reihe von Briefmarken der Serbia Post zu sehen waren.
- In der Memorial Chapel der University of Glasgow wird sie in der Ehrenliste aufgeführt wird.[8]
- Am 14. Februar, ihrem Geburts- und Todesdatum, finden alljährlich Gedenkfeiern in Kragujevac und an anderen Orten in Serbien statt, um ihrer Arbeit für das serbische Volk zu gedenken.[9]
- 2015 feierte Kragujevac hundert Jahre nach dem Tod von Elizabeth Ross und anderen Mitgliedern der britischen medizinischen Missionen und enthüllte eine Gedenktafel zu ihren Ehren.[10]
- Die örtliche Jugendabteilung des Roten Kreuzes in Kragujevac heißt Dr. Elizabeth Ross Society.
- Nach ihr ist die Elizabeth-Ross-Straße in Kragujevac benannt.

## Veröffentlichung
- 1915: A lady doctor in Bakhtiari land. Leonard Parsons, 1921.[11][12]